# Jozef Zvara
Jozef Zvara (1925 – 2004) byl slovenský architekt v oblasti betonových konstrukcí a mostů.

## Život
Mezi roky 1944 a 1947 působil coby technik a stavbyvedoucí při rekonstrukcích inženýrských sítí. Následně až do roku 1952 studoval na Stavební fakultě Slovenské technické univerzity v Bratislavě, kdy školu ukončil ziskem vysokoškolského diplomu stavebního inženýra.Následně se stal odborným asistentem na své fakultě na katedře Betonových konstrukcí a mostů. Roku 1962 se habilitoval a získal titul docenta. I v následujících letech působil na téže katedře a to až do roku 1994, kdy se na osm let (do roku 2002) stal zástupcem šéfredaktora a výkonným redaktorem odborného periodika nazvaného Inžinierske stavby.

## Dílo
Zvara se podílel na těchto stavbách:
- cementárna v Bystré
- papírna v Hencovcích
- památník SNP v Banské Bystrici
- observatoř na Lomnickém štítě
- most přes Váh v Seredi
- most přes Váh v Ľubochni
- most SNP přes Dunaj v Bratislavě
- most Lafranconi přes Dunaj v Bratislavě